# Italservice Calcio a 5 2020-2021
La voce raccoglie i dati riguardanti l'Italservice Calcio a 5, squadra di calcio a 5 militante in serie A, nelle competizioni ufficiali del 2020-2021.

## Trasferimenti

### Sessione estiva
| Leandro Cuzzolino | Levante |

| Marcus Gava    | Chonburi                |
| Diego Carducci | Sporting Sala Consilina |

### Sessione invernale
| Arrivi | Arrivi | Arrivi | Arrivi |
| Nome   | da     |        |        |
| ------ | ------ | ------ | ------ |

| Jacopo Dionisi | Montesicuro Tre Colli |

## Prima squadra
| N° | Naz.                 | Ruolo | Sportivo             | Anno       |  |  |
| -- | -------------------- | ----- | -------------------- | ---------- |  |  |
| 1  | Italia (bandiera)    | POR   | Michele Miarelli     | 29.04.1984 |  |  |
| 4  | Italia (bandiera)    | POR   | Paolo Del Grosso     | 28.06.1985 |  |  |
| 5  | Italia (bandiera)    | DIF   | Felipe Tonidandel    | 21.05.1990 |  |  |
| 7  | Italia (bandiera)    | LAT   | Giuliano Fortini     | 08.09.1996 |  |  |
| 8  | Paraguay (bandiera)  | LAT   | Javier Adolfo Salas  | 22.09.1993 |  |  |
| 9  | Italia (bandiera)    | UNI   | Humberto Honorio     | 21.07.1983 |  |  |
| 10 | Argentina (bandiera) | LAT   | Cristian Borruto     | 07.05.1987 |  |  |
| 11 | Italia (bandiera)    | UNI   | Mauro Canal          | 25.06.1986 |  |  |
| 12 | Italia (bandiera)    | POR   | Jacopo Dionisi       | 28.10.1991 |  |  |
| 14 | Argentina (bandiera) | DIF   | Pablo Taborda        | 03.09.1986 |  |  |
| 17 | Argentina (bandiera) | LAT   | Leandro Cuzzolino    | 21.05.1987 |  |  |
| 18 | Italia (bandiera)    | PIV   | Júlio De Oliveira    | 08.06.1991 |  |  |
| 19 | Italia (bandiera)    | PIV   | Marcelinho           | 05.08.1989 |  |  |
| 20 | Marocco (bandiera)   | POR   | You Nouss Guennounna | 03.06.1991 |  |  |
| 23 | Brasile (bandiera)   | LAT   | Jefferson            | 02.07.1989 |  |  |

## Under-19
| N° | Naz.              | Ruolo | Sportivo            | Anno       |  |  |
| -- | ----------------- | ----- | ------------------- | ---------- |  |  |
| 3  | Italia (bandiera) | LAT   | Alex Antonioni      | --.--.---- |  |  |
| 3  | Italia (bandiera) | LAT   | Andrea Ciappici     | 16.05.2003 |  |  |
| 3  | Italia (bandiera) | LAT   | Luca Gargaro        | --.--.---- |  |  |
| 4  | Italia (bandiera) | LAT   | Leonardo D'Ambrosio | --.--.---- |  |  |
| 4  | Italia (bandiera) | PIV   | Tommaso Del Pivo    | 28.12.2003 |  |  |
| 6  | Italia (bandiera) | LAT   | Nicolò Ceccolini    | 03.09.2003 |  |  |
| 6  | Italia (bandiera) | DIF   | Alex Fuligni        | --.--.---- |  |  |
| 12 | Italia (bandiera) | POR   | Tommaso Vesprini    | 18.01.2004 |  |  |